# 기능성 자궁출혈
기능성 자궁출혈(機能性子宮出血, dysfunctional uterine bleeding, DUB, abnormal uterine bleeding, AUB)은 자궁 내 비정상적 질출혈로, 입증할만한 구조적, 기질성 질환이 없는 상황에서 발견된다. 보통은 호르몬 장애로 인해 발생한다.
기능성 자궁출혈은 배란의 발생 여부에 따라 배란성이냐 배란성이 아니냐로 분류할 수 있다. 보통은 월경 이상으로 간주되지만 월경이 아닌 시기에 자궁으로부터 비정상 출혈이 발생할 수 있다.

## 관리
선택할 수 있는 약물로는 프로제스테론이 있다.
일부 경우에는 자궁 절제술을 수행할 수 있다.